# Ángel Di María
Ángel Fabián Di María (* 14. února 1988 Rosario) je argentinský profesionální fotbalista, který hraje na pozici křídelníka za argentinský klub Rosario Central a za argentinský národní tým.
Zkraje profesionální klubové kariéry nastupoval za rodné Rosario Central a posléze v Evropě za Benficu. Angažmá v Realu Madrid mu vyneslo trofej Ligy mistrů UEFA a i ty pro vítěze španělské La Ligy a národního poháru Copa del Rey. V roce 2014 přestoupil do Manchesteru United za takřka 60 milionů liber, čímž se stal nejen předmětem šestého nejdražšího přestupu na světě, ale též nejdražším přestupem do britského (anglického) klubu. Již po roce ovšem odešel do Paříže. Ve dresu PSG nasbíral řadu domácích ligových i pohárových trofejí a pomohl klubu dosáhnout prvního finále Ligy mistrů, ze kterého Pařížané vzešli jako poražení finalisté.
Jako argentinský mládežnický reprezentant pomohl zvítězit na světovém mistrovství hráčů do 20 let v roce 2007. Nadcházející rok povýšil do seniorské reprezentace, jejíž barvy hájil více než desetiletí ve více než 100 zápasech a pronikl mezi pětici fotbalistů národního mužstva s nejvíce starty za Lionelem Messim, Javierem Mascheranem, Javierem Zanettim a Robertem Ayalou. Účastnil se Mistrovství světa 2010 v Jihoafrické republice, Mistrovství světa 2014 v Brazílii a Mistrovství světa 2018 v Rusku. Rovněž se účastnil Copa América 2011 pořádané Argentinou, Copa América 2015 v Chile, Copa América 2016 v USA, Copa América 2019 v Brazílii a Copa América 2021 rovněž v Brazílii, na kterém Argentinci ukončili čekání na trofej trvající od roku 1993. Z Letních olympijských her v Pekingu v roce 2008 má zlatou medaili.

## Klubová kariéra
Koncem června roku 2010 byla oznámena jeho akvizice Realem Madrid, který za něho Benfice vyplatil částku 25 milionů eur (v přepočtech asi 21 milionů liber nebo 30 milionů dolarů), která se mohla vyšplhat k částce 40 milionů eur. Di María mezitím reprezentoval Argentinu na světovém šampionátu. Stal se první posilou „Bílého baletu“ přivedenou novým trenérem José Mourinhem. Argentinec podepsal smlouvu na šest let. Dalšími příchozími jmény byly Sergio Canales, Pedro León, Mesut Özil, Sami Khedira a Ricardo Carvalho. Ve dresu nového zaměstnavatele poprvé nastoupil 4. srpna; šlo o vítězný úvodní přátelský zápas předsezónní přípravy proti mexickému Club América, který skončil výsledkem 3:2. Di María odehrál druhou půli.
Ligový debut prožil 29. srpna a na hřišti setrval hodinu, než byl Mourinhem vystřídán jinou posilou – Özilem. Real Madrid začal La Ligu remízou 0:0 na stadionu Mallorcy. Ve druhém skupinovém utkání Ligy mistrů hraném 28. září rozhodl o výhře 1:0 nad Auxerre z role střídajícího. O jeho vzrůstající týmové roli svědčila například domácí výhra 6:1 nad Racingem 23. října, kdy nahrával u čtyř gólů. Domácí příznivci jej ocenili potleskem a vedle další pochvaly od trenéra ji obdržel též od ředitele Jorgeho Valdana. Dne 19. prosince znovu vstřelil vítězný gól při výhře 1:0 nad Sevillou, která umožnila týmu držet krok s Barcelonou.
Proti Lyonu ve vyřazovacích bojích v Lize mistrů 16. března 2011 vstřelil třetí gól svého týmu. Real po úvodní venkovní remíze 1:1 vyhrál 3:0 a postoupil mezi nejlepších osm prvně od roku 2004. Gólově se podílel na domácí čtvrtfinálové výhře 4:0 nad Tottenhamem v odvetě. Di María sehrál zásadní roli ve finále španělského národního poháru Copa del Rey hraném dne 20. dubna na stadionu Mestalla. Jediný gól prodlužovaného utkání padl ve 103. minutě po hlavičce Cristiana Ronalda z Di Maríova centru. Argentinec byl v závěru po druhé žluté kartě vyloučen, avšak Real Madrid vedení udržel a vybojoval první domácí pohár od roku 1993.
Ve 33. kole La Ligy 2012/13 27. dubna 2013 se jedním gólem podílel na výhře 2:1 nad Atléticem Madrid.
22. prosince 2013 jednou skóroval v ligovém utkání s Valencií, „Bílý balet“ (přezdívka Realu Madrid) si ze soupeřova hřiště odvezl tři body po výhře 3:2. Ligový titul v sezóně 2013/14 sice nezískal (vyhrálo jej Atlético Madrid), ale stal se vítězem Ligy mistrů UEFA po finálové výhře 4:1 po prodloužení v derby právě nad Atléticem Madrid. Rovněž vyhrál s Realem Copa del Rey 2013/14 (španělský pohár).
Koncem srpna 2014 přestoupil z Realu do anglického Manchester United FC. United zaplatili 75 milionů eur, což byl přestupový rekord na Britských ostrovech.

### Paris Saint-Germain

#### Sezóna 2015/16

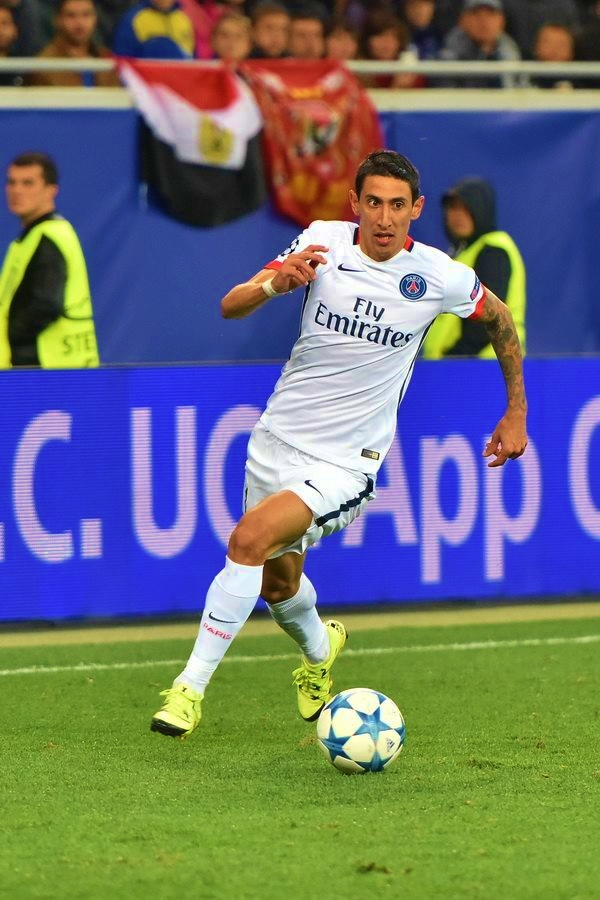
Ángel Di María v utkání proti Šachtaru Doněck na podzim 2015

V srpnu 2015 přestoupil do týmu francouzského mistra ze sezóny 2014/15, Paris Saint-Germain.
Pařížský klub za něho zaplatil částku 44,3 milionu liber, hráč podepsal čtyřletou smlouvu.
V pařížské kabině se měl Di María potýkat s konkurencí v podobě útočníků Zlatana Ibrahimoviće, Edinsona Cavaniho či Ezequiela Lavezziho.
Trenér Laurent Blanc jej vyslal na hřiště 30. srpna do zápasu čtvrtého kola Ligue 1 na půdě Monaka. Di María pobyl na trávníků závěrečných 25 minut, ale stihl premiérovou asistenci na gól Lavezziho, díky kterému PSG vyhrálo 3:0 i svůj čtvrtý ligový duel v řadě.
Gólový účet otevřel 15. září v úvodním duelu Ligy mistrů proti Malmö při výhře 2:0, to se trefil už po třech minutách.
První ligový gól zaznamenal v domácím prostředí proti Guingampu 22. září, to Pařížané vyhráli 3:0.
V polovině ledna obdržel cenu pro nejlepšího hráče za měsíc prosinec, ve kterém Argentinec zaznamenal dva góly a čtyři asistence napříč čtyřmi zápasy ligy.
Di María rozhodl finále Ligového poháru proti Lille, když dal 23. dubna vítězný gól na konečných 2:1 pro PSG.
V květnu 2016 Di María překonal rekord Ligue 1 v počtu asistencí, v sezóně jich totiž zaznamenal 18 a o jednu asistenci tak předhonil Marvina Martina, tehdy fotbalistu Lille, ze sezóny 2010/11.

#### Sezóna 2016/17
V polovině října 2016 proti Basileji v Lize mistrů otevřel skóre utkání a pomohl ke třem bodům po výhře 3:0.
V listopadu se Di María zranil v ligovém utkání proti Nantes, ještě předtím však stačil dát úvodní gól a ukončit vlastní střelecký půst, jenž trval od dubna stejného roku.
Během prvního utkání osmifinále Ligy mistrů dne 14. února v domácím prostředí proti Barceloně pomohl dvěma góly k výhře 4:0, a to v den svých narozenin.
Barcelona ale doma manko dohnala a PSG vyřadila, v lize pak namísto pařížského klubu uspělo Monako.

#### Sezóna 2017/18
Příchod Neymara ohrozil Di Maríovu pozici v týmu, což vyvolalo spekulace o jeho možném přestupu jinam.
Navzdory tomu v mužstvu Unaie Emeryho zůstal a úvodní čtveřici zápasů Ligue 1 odehrál v základní sestavě. Následně proti Métám ale 8. září kvůli zranění absentoval.
Jeho hattrick při venkovní výhře 4:1 pomohl rozhodnout 6. února o postupu do čtvrtfinále Coupe de France proti druholigovému Sochaux.
V Bordeaux 31. března 2018 nastoupil v základu proti Monaku a druhým gólem finále Ligového poháru Coupe de la Ligue přispěl k výhře 3:0. Pařížský klub tímto získal tento pohár popáté v řadě.
Di María nastoupil 8. května 2018 do finále domácího poháru Coupe de France a stanul u výhry 2:0 proti třetiligovému Les Herbiers.

#### Sezóna 2018/19
První zápas osmifinále Ligy mistrů dne 12. února odehrál Di María na hřišti svého bývalého klubu Manchesteru United za pro něj bouřlivé atmosféry, kdy na něj příznivci United pískali a hučeli už před začátkem zápasu. Poté co jej fauloval Ashley Young, zamířil Di María mimo hrací plochu pro ošetření, posléze ale pokračoval. Ve druhém poločase asistoval dvěma gólům svého týmu a pomohl venku vyhrát 2:0. V 81. minutě byl za pískotu domácích střídán.
Odvetu ale tým nezvládl a prohrál 1:3, čímž opět nepřešel osmifinále.
Ve 29. kole Ligue 1 doma proti Olympique Marseille zaručil domácí výhru PSG 3:1 dvěma góly a jednou asistencí Kylianu Mbappému.
Ve 33. kole se Pařížané stali mistry po výhře 3:1 nad Monakem, u čehož Di María kvůli zranění chyběl.
Di María vybojoval další titul ve francouzské lize, sám se na tom podílel 12 góly a 11 asistencemi.
Byl jmenován do Nejlepšího týmu sezóny podle UNFP (Union nationale des footballeurs professionnels), tedy svazu profesionálních fotbalistů ve Francii.

#### Sezóna 2019/20
Úvodní kolo Ligue 1 proti Nîmes Olympique začal Di María na lavičce mezi náhradníky. Poté co jej trenér Thomas Tuchel poslal na trávník, vsítil po Mbappého nahrávce gól a pomohl k výhře 3:0.
Pařížané se 18. září 2019 utkali doma s Realem Madrid v rámci skupiny Ligy mistrů. V absenci Neymara a Mbappého dotáhl Di María tým k vítězství 3:0 proti svému někdejšímu zaměstnavateli, a to rovnou dvěma góly.
Na konci října ve třetím skupinovém zápase proti Bruggám zaznamenal tři asistence při venkovní výhře 5:0.
Ve finále Ligy mistrů proti Bayernu Mnichov v srpnu 2020 nastoupil v základní sestavě s Neymarem a Mbappém, odehrál 80 minut než byl vystřídán Choupo-Motingem. Bayern vyhrál 1:0 díky gólu odchovance PSG Kingsleyho Comana.
Di María předvedl povedenější výkon než jeho spoluhráči v útoku a navíc vytvořil několik šancí (jednu šanci sám promarnil).

#### Sezóna 2020/21
V září 2020 byla u něj, stejně jako u dalších dvou hráčů PSG, potvrzena nákaza nemocí covid-19. Di María kvůli onemocnění předčasně ukončil dovolenou na Ibize. Všichni tři hráči pak museli vynechat první zápas PSG v nové sezoně Ligue 1 proti RC Lens.
Za chování v závěru derby Le Classique mezi PSG a Olympique Marseille 13. září 2020 si odnesl disciplinární trest zákazu startu ve čtyřech zápasech, neboť neunesl prohru 0:1 na hřišti rivala a během šarvátky plivl na protihráče Álvara Gonzáleze. V dalším kole Ligue 1 s Remeší (Stade de Reims) nastoupit mohl, následující zápasy s Angers, Nîmes, Dijon a Nantes byl ovšem nucen vynechat. Na hřišti Lipska (RB Leipzig) 4. listopadu ve třetím skupinovém zápase Ligy mistrů stihl do počátečních 20 minut vstřelit gól a posléze neproměnit penaltu. Německý soupeř domácí duel otočil a vyhrál 2:1. Při svém návratu do ligového zápasu o tři dny později sehrál klíčovou roli při zdolání Rennes. Marodkou postižené pařížské mužstvo bez Neymara, Mbappého, Verrattiho či Draxlera doma zvítězilo 3:0 – Di María skóroval dvakrát a připravil další gól Moiseho Keana.
V domácím skupinovém zápase Ligy mistrů 9. prosince 2020 proti İstanbulu Başakşehir se pod vítězstvím 5:1 podepsal dvěma asistencemi. V tabulce nejlepších nahrávačů této soutěže se posunul na třetí příčku v součtu se 32 asistencemi za aktivní dvojici Cristiano Ronaldo a Lionel Messi.
V průběhu března 2021 podepsal novou smlouvu zavazující ho v klubu do konce další sezóny a s případnou opcí na tu následující. Mezi dubnem a květnem neodvrátil semifinálové vyřazení od Manchesteru City v rámci Ligy mistrů a během venkovní odvety obdržel červenou kartu poté, co šlápl na ležícího Fernandinha. V další sezóně proto nemohl odehrát tři zápasu v evropských soutěžích. Ve francouzské lize se z mistrovského titulu radovalo Lille.

#### Sezóna 2021/22
V absenci Kyliana Mbappého a posléze i Lionela Messiho vedl během 29. října 2021 Pařížany k obratu v domácím střetnutí proti Lille. Ačkoli ve 12. kole prohrávali po prvním poločase 0:1, nahrávka Di Maríi na gól kapitána Marquinhose a jeho vítězný gól přisoudily v posledních 15 minutách tři body pařížskému týmu. V závěrečném šestém skupinovém zápase proti Bruggám 7. prosince nahrál na gól Kyliana Mbappého a podpořil výhru 4:1, díky níž se PSG vměstnalo mezi jarní osmifinalisty Ligy mistrů z druhé příčky.

### Juventus
Po odchodu z Francie se jako volný hráč upsal 8. července 2022 italskému Juventusu. Turínské mužstvo započalo sezónu italské ligy dne 15. srpna utkáním proti Sassuolu, ve kterém Di María gólem z voleje a asistencí Dušanu Vlahovićovi pomohl k domácí výhře 3:0. Své debutové utkání ovšem kvůli zranění nedohrál. Proti Benfice odehrál 14. září 100. utkání v rámci Ligy mistrů. Juventus v Lize mistrů na podzim neuspěl a na jaře hrál Evropskou ligu. V odvetě jejího šestnáctifinále proti Nantes 23. února 2023 vstřelil hattrick (včetně gólu z penalty) a zajistil postup dále. V závěru sezóny si od klubových příznivců vyslechl pískot. Za celou sezónu vstřelil napříč soutěžemi 8 gólů a přidal 7 asistencí.

## Reprezentační kariéra
Argentinu reprezentoval v roce 2007 na MS do 20 let v Kanadě, kde Argentina ve finále porazila Českou republiku 2:1. Byl členem argentinského olympijského výběru do 23 let, který na LOH 2008 v Pekingu. získal zlato po výhře 1:0 nad Nigérií.
Na MS 2010 v Jihoafrické republice nastoupil ve všech pěti zápasech, které zde Argentina odehrála. Trenér Jorge Sampaoli jej 22. května 2018 zahrnul do 23členné nominace pro Mistrovství světa v Rusku.

### Mistrovství světa 2014
Během úspěšné kvalifikace na světový šampionát v Brazílii nastoupil ve 12 utkáních a vstřelil během nich tři góly. Jen dva reprezentační spoluhráči odehráli v kvalifikaci více minut než Di María. Proti Peru v prosinci 2013 byl dokonce kapitánem. Trenér Alejandro Sabella jej neopomenul při sestavování nominace. V té se nacházela řada ofenzivních hvězd od Lionela Messiho a Sergia Agüera až po Gonzala Higuaína a Ezequiela Lavezziho, avšak Di Maríova univerzálnost mu prakticky garantovala místo v základní sestavě.
V úvodním skupinovém utkání 6. června porazila Argentina Bosnu a Hercegovinu 2:1, zvláště výkonem ve druhém poločasu se zvýšenou útočnou aktivitou podporovanou často právě Di Maríou. Proti většinu utkání bránícímu Íránu 21. června se až do závěru držel bezgólový stav, než nakonec rozhodl Messi. Křídelník znovu podal solidní výkon a ohrožoval výpady soupeřovu obranu. Již postupující Argentina pak čtyři dny nato porazila Nigérii a s plným počtem bodů opanovala skupinu. Di María byl v utkání proti africkému soupeři aktivní a platný, přímý podíl na gólu ovšem neměl. V osmifinále se Švýcarskem byl z Argentinců nejčastěji u balónu a pomohl vyhrát 1:0, když vstřelil v prodloužení vítězný gól. Jeho posledním utkáním bylo čtvrtfinále s Belgií hrané 5. července. Do deseti minut šli Argentinci do vedení také jeho zásluhou, když se od něho dostal míč ke skórujícímu Higuaínovi. Mužstvo postoupilo mezi poslední čtveřici, Di María byl však střídán kvůli zranění ještě před poločasovou přestávkou a turnaj pro něho skončil. Ve finále s Německem Argentina prohrála 0:1 v prodloužení a získala stříbrné medaile.

### Copa América 2015
Koncem května roku 2015 byl navzdory rozporuplné sezóně v Anglii povolán do 23členného argentinského výběru Gerarda Martina pro turnaj Copa América. V přípravném zápase s Bolívií 6. června 2015 se při výhře 5:0 trefil dvakrát.
Proti Paraguayi 13. června byl faulován v pokutovém území, následnou proměněnou penaltou zvyšoval jeho spoluhráč Lionel Messi na 2:0. Soupeř ale dokázal vyrovnat na 2:2. V semifinále 1. července čelila Argentina opět Paraguayi, na rozdíl od prvního duelu se dočkala výhry 6:1. Di María vstřelil po poločasové pauze dva góly (na 3:1 a pak 4:1) a v závěru po centru asistoval na další gól Sergia Agüera (na 5:1). Argentina si 5. července zahrála první finále tohoto turnaje od roku 2007 s cílem vyhrát ji poprvé od roku 1993. Tomuto úsilí se ovšem postavilo domácí Chile svým vlastním prvním historickým vítězstvím, a to po výsledku 4:1 po penaltovém rozstřelu. Di María byl nucen střídat kvůli zranění již v prvním poločase.

### Copa América 2021
V průběhu června 2021 byl trenérem Lionelem Scalonim nominován na turnaj Copa América uspořádaný v Brazílii. Jeho asistence na jediný gól Papu Gómeze do sítě Paraguaye ve třetím skupinovém zápase 21. června zaručila postup do čtvrtfinále. Podílel se na finálovém triumfu nad domácí Brazílií 11. července, během něhož dal argentinskému jihoamerickému rivalovi poprvé v kariéře gól a jediným gólem tohoto finále přisoudil Argentině její v součtu 15. triumf na Copě. Ukončil tak čekání na trofej trvající od roku 1993.

### Mistrovství světa 2022
Di María se představil na Mistrovství světa v Kataru, které arabská země nezvykle pořádala v listopadu a v prosinci roku 2022. Společně s Lionelem Messim patřil mezi nejzkušenější postavy národního týmu. Zatímco vpředu před tříčlennou zálohou útočili Messi a hrotový útočník Lautaro Martínez, nacházel Di María pod trenérem Lionelem Scalonim své místo na jednom z krajů, kdy útočil buď z pozice levého nebo pravého křídla. Úvodní skupinové utkání mezi Argentinou a Saúdskou Arábií 22. listopadu přineslo první překvapení turnaje a jeden z velkých šoků v dějinách světového mistrovství, poté co Argentinci prohráli 1:2 po sérii 36 utkání bez prohry. Postup mohl zhatit neúspěch v utkání proti Mexiku dne 26. listopadu, ve kterém Di María opět startoval na pravém křídle. Asistoval prvnímu gólu Messiho a pomohl k výhře 2:0, jeho výkon však v britských médiích zkritizovali bývalí angličtí fotbalisté Manchesteru United Roy Keane a Gary Neville. Proti Polsku o čtyři dny později vítězné utkání kvůli zranění nedohrál. Během osmifinálového vítězství 2:1 nad Austrálií dne 3. prosince byl mezi náhradníky. Dne 9. prosince vstoupil do čtvrtfinálového utkání s Nizozemskem v prodloužení ve 112. minutě, kdy vystřídal Lisandra Martíneze. V penaltovém rozstřelu penaltu nekopal, přesto Argentinci uspěli. Di María se neobjevil na trávníku při vítězném semifinále proti Chorvatsku, ve finále hraném 18. prosinci s Francií již ano. Ve finále otevřel skóre z penalty Messi, poté co byl Di María faulován Ousmanem Dembélém v pokutovém území. Sám pak zvyšoval vedení na 2:0, Francie ovšem srovnala a ani v prodloužení se finále nerozhodlo. Střídán byl po 64 minutách a z lavičky pozoroval úspěšný penaltový rozstřel, který Argentině přisoudil třetí titul mistrů světa, poprvé od roku 1986.

## Úspěchy

### Klubové
Benfica Lisabon
- 1× vítěz Primeira Ligy – 2009/10
- 2× vítěz Taça da Liga – 2008/09, 2009/10

Real Madrid
- 1× vítěz Primery División – 2011/12
- 2× vítěz Copa del Rey – 2010/11, 2013/14
- 1× vítěz Supercopa de España – 2012
- 1× vítěz Ligy mistrů UEFA – 2013/14
- 1× vítěz Superpoháru UEFA – 2014

Paris Saint-Germain
- 4× vítěz Ligue 1 – 2015/16, 2017/18, 2018/19, 2019/20
- 5× vítěz Coupe de France – 2015/16, 2016/17, 2017/18, 2019/20, 2020/21
- 4× vítěz Coupe de la Ligue – 2015/16, 2016/17, 2017/18, 2019/20
- 4× vítěz Trophée des champions – 2016, 2018, 2019, 2020

### Reprezentační
Argentinská reprezentace U20
- 1× vítěz Mistrovství světa hráčů do 20 let – 2007

Argentinská reprezentace U23
- 1× zlato na Letních olympijských hrách – 2008

Argentinská reprezentace
- 1× zlato na Mistrovství světa – 2022
- 1× stříbro na Mistrovství světa – 2014
- 2× zlato na Copa América – 2021, 2024
- 2× stříbro na Copa América – 2015, 2016

### Individuální
- UEFA Tým roku – 2014[91]
- Světová jedenáctka FIFA FIFPro – 2014[92]
- Nejlepší jedenáctka podle ESM – 2015/16[93]
- UNFP Tým roku Ligue 1 – 2015/16, 2018/19[94][95]
- Hráč měsíce Ligue 1 podle UNFP – říjen 2015[96]